# Lijst van voetbalinterlands Egypte - Tanzania
Deze lijst van voetbalinterlands is een overzicht van alle officiële voetbalwedstrijden tussen de nationale teams van Egypte en Tanzania. De Afrikaanse landen hebben tot op heden derien keer tegen elkaar gespeeld. De eerste ontmoeting was een kwalificatiewedstrijd voor de Afrika Cup 1976 op 26 oktober 1975 in Dar es Salaam. Het laatste duel, een vriendschappelijke wedstrijd, werd gespeeld op 7 januari 2024 in Caïro.

## Wedstrijden
| №  | Plaats        | Datum           | Competitie                          | Wedstrijd         | Uitslag |
| -- | ------------- | --------------- | ----------------------------------- | ----------------- | ------- |
| 1  | Dar es Salaam | 26 oktober 1975 | Afrika Cup 1976 kwalificatie        | Tanzania − Egypte | 1 − 1   |
| 2  | Caïro         | 9 november 1975 | Afrika Cup 1976 kwalificatie        | Egypte − Tanzania | 5 − 2   |
| 3  | Lagos         | 12 maart 1980   | Afrika Cup 1980                     | Egypte − Tanzania | 2 − 1   |
| 4  | Dar es Salaam | 4 april 1987    | Afrikaanse Spelen 1987 kwalificatie | Tanzania − Egypte | 2 − 4   |
| 5  | Caïro         | 17 april 1987   | Afrikaanse Spelen 1987 kwalificatie | Egypte − Tanzania | 6 − 0   |
| 6  | Caïro         | 14 oktober 1994 | Afrika Cup 1996 kwalificatie        | Egypte − Tanzania | 5 − 1   |
| 7  | Dar es Salaam | 22 april 1995   | Afrika Cup 1996 kwalificatie        | Tanzania − Egypte | 1 − 2   |
| 8  | Aswan         | 5 november 2009 | Vriendschappelijk                   | Egypte − Tanzania | 5 − 1   |
| 9  | Caïro         | 5 januari 2011  | Vriendschappelijk                   | Egypte − Tanzania | 5 − 1   |
| 10 | Alexandrië    | 14 juni 2015    | Afrika Cup 2017 kwalificatie        | Egypte − Tanzania | 3 − 0   |
| 11 | Dar es Salaam | 4 juni 2016     | Afrika Cup 2017 kwalificatie        | Tanzania − Egypte | 0 − 2   |
| 12 | Alexandrië    | 13 juni 2019    | Vriendschappelijk                   | Egypte − Tanzania | 1 − 0   |
| 13 | Caïro         | 7 januari 2024  | Vriendschappelijk                   | Egypte − Tanzania | 2 − 0   |

## Samenvatting
| Competitie                     | Totaal gespeeld | Winst Egypte | Gelijk | Winst Tanzania | Doelsaldo Egypte – Tanzania |
| ------------------------------ | --------------- | ------------ | ------ | -------------- | --------------------------- |
| Afrika Cup                     | 1               | 1            | 0      | 0              | 2 − 1                       |
| Afrika Cup-kwalificatie        | 6               | 5            | 1      | 0              | 18 − 5                      |
| Afrikaanse Spelen-kwalificatie | 2               | 2            | 0      | 0              | 10 − 2                      |
| Vriendschappelijk              | 4               | 4            | 0      | 0              | 13 − 2                      |
| Totaal                         | 13              | 12           | 1      | 0              | 43 − 10                     |

Wedstrijden bepaald door strafschoppen worden, in lijn met de FIFA, als een gelijkspel gerekend.

## Details

### Zesde ontmoeting
| Afrika Cup 1996 kwalificatie (Caïro, Egypte, 14 oktober 1994):                                     |       |                  |
| Egypte                                                                                             | 5 – 1 | Tanzania         |
| Ahmed El-Kass 12' Ahmed El-Kass 52' Walid Salaheddine 64' Hossam Hassan 82' (pen.) Islam Fathi 84' | goals | 55' Bure Swalehe |

### Zevende ontmoeting
| Afrika Cup 1996 kwalificatie (Dar es Salaam, Tanzania, 22 april 1995): |       |                                                 |
| Tanzania                                                               | 1 – 2 | Egypte                                          |
| Madaraka Selemani 89'                                                  | goals | 27' Mahmoud Aboudahabad 68' Mahmoud Aboudahabad |

EFA · A-internationals · Selecties · Bondscoaches · Egyptisch vrouwenelftal · Olympisch elftal · Egypte U21 · Egypte U20 · Egypte U19 · Egypte U18 · Egypte U17
1920 – 1929 · 
1930 – 1939 · 
1940 – 1949 · 
1950 – 1959 · 
1960 – 1969 · 
1970 – 1979 · 
1980 – 1989 · 
1990 – 1999 · 
2000 – 2009 · 
2010 – 2019 ·
2020 − 2029
WK 1934 · 
WK 1990 · 
WK 2018
OS 1924 · 
OS 1928 · 
OS 1936 · 
OS 1948 · 
OS 1952 · 
OS 1960 · 
OS 1964 · 
OS 1968 · 
OS 1992 · 
OS 2012 · 
OS 2020
1920 · 
1921–1923 · 
1924 · 
1925–1927 · 
1928 · 
1929–1931 · 
1932 · 
1933 · 
1934 · 
1935 · 
1936 · 
1937–1947 · 
1948 · 
1949 · 
1950 · 
1952 · 
1952 · 
1953 · 
1954 · 
1955 · 
1956 · 
1957 · 
1958 · 
1959 · 
1960 · 
1961 · 
1962 · 
1963 · 
1964 · 
1965 · 
1966 · 
1967 · 
1968 · 
1969 · 
1970 · 
1971 · 
1972 · 
1973 · 
1974 · 
1975 · 
1976 · 
1977 · 
1978 · 
1979 · 
1980 · 
1981 · 
1982 · 
1983 · 
1984 · 
1985 · 
1986 · 
1987 · 
1988 · 
1989 · 
1990 · 
1991 · 
1992 · 
1993 · 
1994 · 
1995 · 
1996 · 
1997 · 
1998 · 
1999 · 
2000 · 
2001 · 
2002 · 
2003 · 
2004 · 
2005 · 
2006 · 
2007 · 
2008 · 
2009 · 
2010 · 
2011 · 
2012 ·
2013 ·
2014 ·
2015 ·
2016 ·
2017 ·
2018 ·
2019 ·
2020 ·
2021 ·
2022 ·
2023 ·
2024
Algerije ·
Angola ·
Argentinië ·
Australië ·
Bahrein ·
België ·
Benin ·
Bolivia ·
Bosnië en Herzegovina ·
Botswana ·
Brazilië ·
Bulgarije ·
Burkina Faso ·
Burundi ·
Canada ·
Centraal-Afrikaanse Republiek ·
Chili ·
China ·
Colombia ·
Comoren ·
Congo-Brazzaville ·
Congo-Kinshasa ·
DDR ·
Denemarken ·
Djibouti ·
Duitsland ·
Engeland ·
Equatoriaal-Guinea ·
Estland ·
Ethiopië ·
Finland ·
Frankrijk ·
Gabon ·
Georgië ·
Ghana ·
Griekenland ·
Guinee ·
Guinee-Bissau ·
Hongarije ·
Ierland ·
Indonesië ·
Irak ·
Iran ·
Italië ·
Ivoorkust ·
Jamaica ·
Japan ·
Jemen ·
Joegoslavië ·
Jordanië ·
Kaapverdië ·
Kameroen ·
Kenia ·
Koeweit ·
Kroatië ·
Libanon ·
Liberia ·
Libië ·
Litouwen ·
Luxemburg ·
Madagaskar ·
Malawi ·
Mali ·
Malta ·
Marokko ·
Mauritanië ·
Mauritius ·
Mexico ·
Mozambique ·
Namibië ·
Nederland ·
Nieuw-Zeeland ·
Niger ·
Nigeria ·
Noord-Korea ·
Noord-Macedonië ·
Noorwegen ·
Oeganda ·
Oman ·
Oostenrijk ·
Palestina ·
Polen ·
Portugal ·
Qatar ·
Roemenië ·
Rusland ·
Rwanda ·
Saoedi-Arabië ·
Schotland ·
Senegal ·
Sierra Leone ·
Slowakije ·
Soedan ·
Somalië ·
Spanje ·
Swaziland ·
Syrië ·
Tanzania ·
Thailand ·
Togo ·
Trinidad en Tobago ·
Tsjaad ·
Tsjecho-Slowakije ·
Tunesië ·
Turkije ·
Uruguay ·
Verenigde Arabische Emiraten ·
Verenigde Staten ·
Wit-Rusland ·
Zambia ·
Zimbabwe ·
Zuid-Afrika ·
Zuid-Jemen ·
Zuid-Korea ·
Zuid-Soedan ·
Zweden ·
Zwitserland
Kameroen (2017) ·
Rusland (2018) ·
Saoedi-Arabië (2018) ·
Uruguay (2018)
FAT · A-internationals · Olympische elftal · Vrouwenelftal
Algerije ·
Angola ·
Benin ·
Botswana ·
Brazilië ·
Bulgarije ·
Burkina Faso ·
Burundi ·
Centraal-Afrikaanse Republiek ·
China ·
Congo-Brazzaville ·
Congo-Kinshasa ·
Djibouti ·
Egypte ·
Equatoriaal-Guinea ·
Eritrea ·
Ethiopië ·
Gabon ·
Gambia ·
Ghana ·
Guinee ·
Indonesië ·
Ivoorkust ·
Jemen ·
Kaapverdië ·
Kameroen ·
Kenia ·
Lesotho ·
Liberia ·
Libië ·
Madagaskar ·
Malawi ·
Marokko ·
Mauritanië ·
Mauritius ·
Mongolië ·
Mozambique ·
Namibië ·
Nieuw-Zeeland ·
Niger ·
Nigeria ·
Oeganda ·
Palestina ·
Rwanda ·
Saoedi-Arabië ·
Senegal ·
Seychellen ·
Soedan ·
Somalië ·
Swaziland ·
Togo ·
Tsjaad ·
Tunesië ·
Zambia ·
Zimbabwe ·
Zuid-Afrika